# Ruhr-Stickstoff
Koordinaten: 51° 28′ 16,4″ N, 7° 13′ 4,7″ O

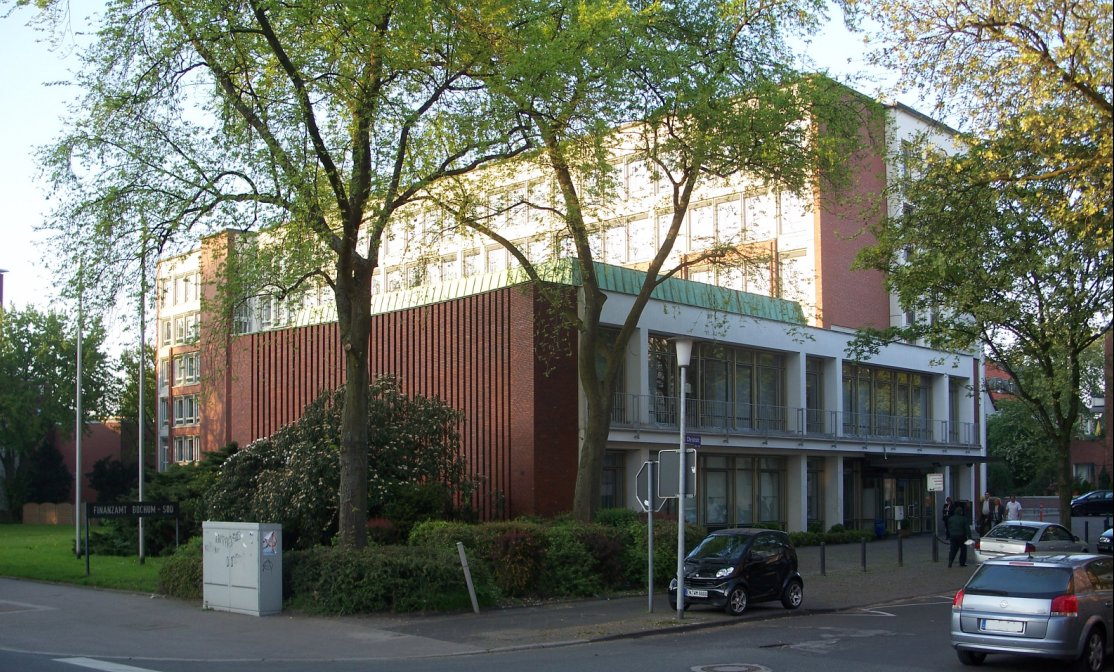
Verwaltungsgebäude der Ruhr-Stickstoff AG (heute Finanzamt Bochum-Süd) in Bochum

Die Ruhr-Stickstoff AG mit Sitz in Bochum entstand 1952 aus der 1895 gegründeten Deutschen Ammoniak-Verkaufs-Vereinigung (DAVV) und war einer der größten Düngemittel-Produzenten Europas. Die Ruhr-Stickstoff AG wurde 1985 von Norsk Hydro übernommen.

## Geschichte
1895 wurde die DAVV von mehreren Unternehmen, die  Kokereinebenprodukte verarbeiteten (unter anderem Dr. C. Otto & Comp., die Bergwerksgesellschaft Hibernia) gegründet, um den Handel und die Preise von Ammoniak-Erzeugnissen zu kontrollieren. Zur Untermauerung der Wirksamkeit des „künstlichen“ Düngers wurde auf Versuchsfeldern mit der Erforschung von Pflanzenwachstum begonnen. Es gelang schließlich, den bisher in der Landwirtschaft eingesetzten Dünger in Form von importierten Chile-Saltpeter und Guano durch die eigenen Produkte zu verdrängen. Nach und nach traten fast 50 Unternehmen der Vertriebsorganisation DAVV bei, so dass die sie schließlich 1947 in Kohlenwertstoff-AG umbenannt wurde. 1952 wurde diese aufgrund des AHK-Gesetzes Nr. 27 der Alliierten Hohen Kommission zur Entflechtung der Montan- und Stahlindustrie vom 16. Mai 1950 in die drei Unternehmen Ruhr-Stickstoff AG, BV-Aral AG, und Verkaufsvereinigung für Teererzeugnisse AG (Essen) aufgespalten. Außer dem Handel übernahm die Ruhr-Stickstoff später auch die Düngemittel-Produktionsanlagen.
Im Juli 1957 wurde zur Intensivierung der Forschung der Hanninghof am Stadtrand von Dülmen als Versuchs- und Forschungsstation mit der Möglichkeit für Freilandversuche gekauft. 1968 stammt rund die Hälfte des in Deutschland produzierten Stickstoffdüngers von der Ruhr-Stickstoff – insgesamt werden rund 4 Millionen Tonnen Düngemittel und Chemieprodukte jährlich hergestellt.
Im Juli 1974 übernahm die bundeseigene Veba AG die Aktienmehrheit und wurde 1978 schließlich Alleinaktionär. Die Veba-Chemietochter Chemische Werke Hüls verkaufte die Ruhr-Stickstoff im Jahre 1985 an die norwegische Norsk Hydro, der Pflanzenschutzsektor wurde an die US-amerikanische DuPont veräußert. Norsk Hydro firmierte die Ruhr-Stickstoff AG in Norsk Hydro Ruhr Aktiengesellschaft und später Norsk Hydro Deutschland GmbH um, womit der Unternehmensname (Firma) aufhörte zu existieren. 2003 spaltete der Hydro-Konzern das Düngergeschäft (Hydro Agri) in die separate Aktiengesellschaft YARA ab.

## Heute
Das 1956 gebaute und 1984 vom Land NRW für 10,4 Millionen DM gekaufte Verwaltungsgebäude der ehemaligen Ruhr-Stickstoff an der Bochumer Königsallee beherbergt heute das Finanzamt Bochum-Süd, der Hanning-Hof in Dülmen wird noch heute als Forschungszentrum genutzt und ist Sitz der YARA-Verwaltung in Deutschland.
Der Ruhr-Schwefelsäure-Betrieb im Bochumer Stadtteil Hofstede, der 1973 stillgelegt und danach von der GMU (Gelsenberg-Mannesmann Umweltschutz GmbH, später Gesellschaft für Materialrückgewinnung und Umweltschutz) als Müllverwertungsanlage (vor allem Autoreifen) betrieben wurde, wurde endgültig stillgelegt und seit 2008 saniert.
Das ehemalige Stickstoff-Werk der Hibernia AG in Herne mit einer Kapazität von 570.000 t/a (Koordinaten 51° 32′ N, 7° 12′ O), später Werk II der Hüls AG, wurde 1990 stillgelegt und komplett abgerissen. Das Gelände ist heute der Gewerbepark Hibernia.
Das seit 1886 bestehende und seit 1937 von der WiFo / I.G. Farben zur Herstellung hochkonzentrierter Salpetersäure für Sprengstoffe genutzte Werk in Langelsheim bei Goslar (Koordinaten 51° 56′ N, 10° 20′ O), das später 300.000 t/a Düngemittel auf Salpeter-Basis herstellte, wurde im September 1986 geschlossen.
Das ehemalige WiFo / I.G. Farben-Werk in Embsen (Koordinaten 53° 11′ N, 10° 22′ O), das 1937 zur Produktion von hochkonzentrierter Salpetersäure für Sprengstoffe gebaut wurde und seit 1947 für die Düngemittelproduktion (unter anderem als Norddeutsche Chemische Werke AG, Salzgitter Chemie, Nord-Chemie) mit einer Kapazität von 370.000 t/a genutzt wurde, ist 1989 stillgelegt worden – wobei die Produktion von Salpetersäure erst 1992 eingestellt wurde. Das „alte Werk“ soll jetzt teilweise als Museum genutzt werden.
Das erst 1972 errichtete Werk in Brunsbüttel (Koordinaten 53° 55′ N, 9° 13′ O), das über einen verkehrsgünstigen Tiefseehafen am Nord-Ostsee-Kanal und einen Bahnanschluss verfügt, existiert unter der Yara noch heute.